# Setanta dura
Setanta dura är en stekelart som först beskrevs av Cresson 1874.  Setanta dura ingår i släktet Setanta och familjen brokparasitsteklar. Inga underarter finns listade i Catalogue of Life.